# Abel Azcona
Abel David Azcona Marcos (* 1. dubna 1988 Madrid) je španělský výtvarník, který se věnuje performanci body artu a vodeoartu. Jeho dílo je řazeno ke konceptualismu. 
Narodil se v madridské klinice Montesa drogově závislé prostitutce a neznámému otci. Vyrůstal v sociálních ústavech, od šesti let žil v pěstounské rodině v Navaře. V rozhovorech i v autobiografii Los pequeños brotes často zmiňuje traumata z dětství, kvůli kterým se také léčil na psychiatrii. Studoval uměleckou školu v Pamploně.
Usiluje o angažované umění využívající provokativní postupy, věnuje se především tématům identity, sexuality a násilí. Hlásí se k nebinární identitě a označuje se za radikálního feministu. Kritikou institucializovaného náboženství je Azconovo vystoupení La Ingesta (Jezení), při němž veřejně pozřel stránky koránu, bible a Tóry. Při této příležitosti prohlásil, že náboženství zabilo víc lidí než rakovina a AIDS. Ve své instalaci Amen použil 242 posvěcených hostií, z nichž sestavil na podlaze bývalého kostela nápis „Pederastie“ (242 je počet trestních oznámení podaných ve Španělsku za pohlavní zneužívání nezletilých kněžími). Tato akce vzbudila silné protesty věřících, Azcona byl obviněn ze zločinu z nenávisti a musel opustit Španělsko. V roce 2014 realizoval projekt  La Calle (Ulice), při němž se pohyboval mezi pouličními prostitutkami v Bogotě. V performanci España os pide perdón (Španělsko žádá o odpuštění) se kriticky vyrovnával s koloniální minulostí své země. Na izraelsko-palestinský konflikt konflikt reagoval instalací La vergüenza (Hanba), při kterém umístil kusy Berlínské zdi podél Izraelské bezpečnostní bariéry, poté byl v Izraeli prohlášen za nežádoucí osobu. Časté vyhrožování, jemuž byl pro svou tvorbu vystaven, inspirovalo Azconu k dílu La muerte del artista (Smrt umělce), při němž se roku 2018 postavil na plošinu v madridské galerii Círculo de Bellas Artes a nabízel lidem, aby si na něj vystřelili.